# Mickey Coll
Miguel Ángel Coll Dulievre, detto Mickey (San Juan, 12 febbraio 1951 – Barceloneta, 23 dicembre 1972), è stato un cestista portoricano.

## Carriera
Con Porto Rico ha disputato i Giochi olimpici di Monaco 1972.